# UCC 우에시마 커피
UCC 우에시마 커피 주식회사는 효고현 고베시 주오구에 본사를 두고 커피를 중심으로 한 식료・식품 회사이다.